# Иванчево
Иванчево је насељено мјесто у општини Вареш, Босна и Херцеговина.

## Становништво
|             | 2013.       | 1991.        |
| Укупно      | 50 (100,0%) | 152 (100,0%) |
| Хрвати      | 49 (98,00%) | 138 (90,79%) |
| Неизјашњени | 1 (2,000%)  | –            |
| Остали      | –           | 9 (5,921%)   |
| Југословени | –           | 5 (3,289%)   |
| Бошњаци     | –           | 0 (0,000%)1  |
| Срби        | –           | 0 (0,000%)   |

1. 1 На пописима од 1971. до 1991. Бошњаци су пописивани углавном као Муслимани.